# Gustav Herglotz
Gustav Herglotz (2 février 1881 à Wallern, en royaume de Bohême, Autriche-Hongrie - 22 mars 1953 à Göttingen, Allemagne) est un mathématicien allemand. Il est surtout connu pour ses travaux sur la relativité restreinte et la sismologie.

## Biographie
Herglotz étudie les mathématiques et l'astronomie à l'université de Vienne en 1899, et suit les cours donnés par Ludwig Boltzmann. À cette époque, il est l'ami de Paul Ehrenfest, de Hans Hahn et de Heinrich Tietze. En 1900, il étudie à l'université Louis-et-Maximilien de Munich où il obtient un doctorat en 1902 sous la supervision de Hugo von Seeliger.
Par la suite, il reçoit l'habilitation à l'université de Göttingen sous la supervision de Felix Klein. En 1904, il devient privatdozent en astronomie et en mathématiques. En 1907, il est nommé professor extraordinarius. Il s'intéresse alors aux tremblements de terre. En collaboration avec Emil Wiechert, il met au point la méthode de Wiechert-Herglotz qui sert à calculer la vitesse de distribution de l'intérieur de la Terre à partir de la valeur des temps de propagation des ondes sismiques. Dans le cadre de ses recherches, il résout une équation intégrale spéciale de type abélien. En 1908, il est nommé professor extraordinarius à Vienne, puis à l'université de Leipzig en 1909.
En 1925, il succède à Carl Runge à la chaire de mathématiques appliquées de l'université de Göttingen.
Sous le Troisième Reich, il continue d'enseigner à Göttingen. Il est nommé professor emeritus en 1947. L'un de ses étudiants est Emil Artin.
Herglotz fait des apports dans plusieurs domaines des mathématiques pures et appliquées. Le théorème d'Herglotz appartient à la géométrie différentielle. Il fait des contributions à la théorie des nombres. Il travaille dans différents domaines : mécanique céleste, théorie des électrons, relativité restreinte (où il a mis au point une théorie de l'élasticité), relativité générale, hydrodynamique et réfraction.
Il est mort à Göttingen le 22 mars 1953.